# Vuelta a Venezuela
Vuelta a Venezuela – wieloetapowy wyścig kolarski rozgrywany corocznie od 1963 w Wenezueli.
Pierwsza edycja odbyła się w 1963, a wyścig od tego czasu odbywa się corocznie z wyjątkiem 1977, gdy nie doszedł do skutku. W latach 1998–1999 oraz 2001–2004 znajdował się w kalendarzu UCI z kategorią 2.5, a od 2005 włączony jest do cyklu UCI America Tour, w którym posiada kategorię 2.2.

## Zwycięzcy
Opracowano na podstawie:
| Rok  | Pierwsze                  | Drugie                   | Trzecie               |
| ---- | ------------------------- | ------------------------ | --------------------- |
| 1963 | Gregorio Carrizalez       | Máximo Romero            | Silvio Rodríguez      |
| 1964 | Domingo López             |                          |                       |
| 1965 | Armando Blanco            |                          |                       |
| 1966 | Félix Bermúdez            |                          |                       |
| 1967 | Nicolás Reidtler          |                          |                       |
| 1968 | Fernando Fontes           |                          |                       |
| 1969 | Luis Villarroel           |                          |                       |
| 1970 | Santos Bermúdez           | Nicolás Reidtler         | Fernando Fontes       |
| 1971 | Nicolás Reidtler          |                          |                       |
| 1972 | Cirilo Correa             |                          |                       |
| 1973 | Víctor Rubiano            |                          |                       |
| 1974 | Luis Vivas                | Nicolás Reidtler         | Fabio Navarro         |
| 1975 | Ramón Ramírez             |                          |                       |
| 1976 | Ramón Noriega             |                          |                       |
| 1978 | Juan Arroyo               | Mario Medina Varela      | Leonardo Bonilla      |
| 1979 | Claudio Pérez             |                          |                       |
| 1980 | Olinto Silva              |                          |                       |
| 1981 | Olinto Silva              |                          |                       |
| 1982 | Enrique Campos            | Eduardo Cuevas           | Juan Arroyo           |
| 1983 | Olinto Silva              | José Lindarte            | Enrique Campos        |
| 1984 | Elio Villamizar           |                          |                       |
| 1985 | Elio Villamizar           |                          |                       |
| 1986 | Mario Medina Varela       |                          |                       |
| 1987 | José Lindarte             |                          |                       |
| 1988 | Richard Parra             | Samuel Cabrera           | Enrique Aja           |
| 1989 | Enzo Rivas                | Roberto Gaggioli         | Franco Vona           |
| 1990 | Enrique Campos            |                          |                       |
| 1991 | Julio Ernesto Bernal      | Carlos Maya              | José Lindarte         |
| 1992 | Julio Ernesto Bernal      |                          |                       |
| 1993 | Omar Pumar                |                          |                       |
| 1994 | Joselin Saavedra Corredor |                          |                       |
| 1995 | Luis Alfredo López        |                          |                       |
| 1996 | Pastor Linares            |                          |                       |
| 1997 | Javier de Jesús Zapata    | Federico Muñoz           | Álvaro Lozano         |
| 1998 | Álvaro Lozano             | Hussein Monsalve         | Manuel Medina         |
| 1999 | Rui Lavarinhas            | Martín Garrido           | Jaime Pinzon Blanco   |
| 2000 | Álvaro Lozano             | Yeison Delgado           | Álvaro Sierra         |
| 2001 | José Chacón               | Libardo Niño             | Jairo Pérez           |
| 2002 | Federico Muñoz            | Franklin Chacón          | Manuel Medina         |
| 2003 | José Chacón               | Federico Muñoz           | Tomás Gil             |
| 2004 | Federico Muñoz            | Franklin Chacón          | José Rujano           |
| 2005 | José Chacón               | Artur García             | Ivan Castillo         |
| 2006 | José Serpa                | José Castelblanco        | José Chacón           |
| 2007 | César Salazar             | Richard Ochoa            | José Serpa            |
| 2008 | Carlos José Ochoa         | Franklin Chacón          | Freddy Vargas         |
| 2009 | José Rujano               | César Salazar            | José Chacón           |
| 2010 | Tomás Gil                 | José Alarcón             | Manuel Medina         |
| 2011 | Pedro Gutiérrez           | Juan Murillo             | José Alirio Contreras |
| 2012 | Miguel Ubeto              | Artur García             | Adelso Valero         |
| 2013 | Carlos José Ochoa         | Juan Murillo             | Jonathan Camargo      |
| 2014 | Yonathan Salinas          | Carlos Gálviz            | John Nava             |
| 2015 | José Alarcón              | Luis Díaz                | Yonathan Salinas      |
| 2016 | Yonathan Monsalve         | José García              | José Alarcón          |
| 2017 | Carlos Torres Villarreal  | Anderson Paredes         | Rodolfo Fernandez     |
| 2018 | Matteo Spreafico          | José Alarcón             | Anderson Paredes      |
| 2019 | Orluis Aular              | Carlos Gálviz            | Yonathan Salinas      |
| 2020 | Orluis Aular              | Roniel Campos            | Yurgen Ramírez        |
| 2021 | Jorge Abreu               | Carlos Torres Villarreal | Pedro Gutiérrez       |
| 2022 | Luis Gómez                | Cesar Sanabria           | Weimar Roldán         |
| 2024 | Walter Vargas             | Javier Jamaica           | Luis Mora             |